# Photostomias goodyeari
Photostomias goodyeari — вид голкоротоподібних риб родини Стомієві (Stomiidae).

## Опис
Тіло сягає 17,5 см завдовжки.

## Поширення
Мезопелагічний вид, мешкає на півночі Атлантики та у Мексиканській затоці на глибині від 85 до 2000 м.